# Jorge Cedrón
Jorge Cedrón (Buenos Aires, Argentina; 25 de abril de 1942 - París, Francia; 1 de junio de 1980) fue un director de cine, guionista y actor argentino.

## Carrera
Entre 1970 y 1972 dirigió Operación Masacre, rodada y exhibida en la clandestinidad antes de su estreno en 1973. La película fue escrita por Cedrón y Rodolfo Walsh y revelaba -al igual que la novela homónima de Walsh lo había hecho años antes- el fusilamiento de militantes peronistas en 1956 en José León Suárez, ordenados por el dictador Pedro Eugenio Aramburu durante el régimen militar autodenominado Revolución Libertadora. En 1971 dirigió la película Por los senderos del Libertador, realizada por encargo del dictador Alejandro Agustín Lanusse, un año después de que su admirado Leopoldo Torre Nilsson estrenara El Santo de la espada.
Participó en 1972 en el 8° Festival Cinematográfico de Pesaro, en Italia. Su hija, la directora Lucía Cedrón (ganadora del Oso de Plata en Berlín con su cortometraje En ausencia) se convirtió en una de las principales responsables de la recuperación de sus películas.
Durante su exilio filma La vereda de enfrente (1963), El otro oficio (1967), El habilitado (1970), Por los senderos del Libertador (1971), Resistir (1978) y Gotán (1979), películas que fueron restauradas digitalmente y reunidas en una compilación bajo el nombre "Hasta la memoria siempre".
Jorge Cedrón muere en 1980, a los 38 años, asesinado en el aeropuerto de París. Se trata de una muerte sobre la que no hay datos precisos (salvo que se responsabiliza al servicio secreto francés de liberar la zona).

## Filmografía

### Como director
- La vereda de enfrente (cortometraje, 1963)[7]
- El otro oficio (cortometraje, 1967)
- Argentina, mayo de 1969: Los caminos de la liberación (no estrenada comercialmente, 1969)
- El habilitado (1970)
- Por los senderos del Libertador (1971)
- Operación Masacre (1972)
- Resistir (1978), bajo el seudónimo de Julián Calinki

### Como actor
- The Players vs. Ángeles caídos (1969)